# Abbaye Saint-Bertin de Saint-Omer
L'abbaye Saint-Bertin est une ancienne abbaye bénédictine, située à Saint-Omer (Pas-de-Calais), fondée, au VIIe siècle, par l'évêque de Thérouanne sous le nom d'abbaye de Sithiu.
Les vestiges de cette abbaye en ruine se trouvent à Saint-Omer, rue des Ruines Saint-Bertin. Ils ont été classés comme un monument historique en 1840.

## Disposition générale de l'abbaye Saint-Bertin
L’abbaye Saint-Bertin, située au nord-est de la ville de Saint-Omer, dont elle était isolée, reprenait le plan type du monastère bénédictin. Cernée d’un mur d’enceinte et bordée de cours d’eau, l’Aa et la Haute-Meldick, elle constituait un vaste ensemble communautaire divisé en trois espaces : les lieux réguliers, les quartiers périphériques et les annexes. L’église abbatiale se situait au cœur du monastère et tous les bâtiments étaient distribués autour d'elle. Le cloître accolé au flanc sud de l’église, et ainsi abrité des vents froids du nord, présentait quatre galeries couvertes, autour desquelles s’organisait la vie matérielle et intellectuelle des moines. L’aile sud, long vaisseau de sept travées divisées par une rangée de six piles, œuvre de l’abbé Gilbert, tenait lieu de réfectoire. L’aile ouest comprenait l’ancien parloir, le cellier, l’ancien chapitre, le chauffoir et les cuisines. Les bâtiments auraient servi en 1789 de dépôts et de magasins.
Autour de ce noyau se développaient les quartiers de l’abbé à l’ouest, du chambellan au sud, du receveur et du prieur à l’est. Enfin les annexes, distribuées à la périphérie de l’abbaye, permettaient aux moines de vivre en complète autonomie. Les exploitations agricoles, les ateliers, les moulins, les écuries, la brasserie et la boulangerie offraient tout ce dont avaient besoin les religieux pour respecter la règle de clôture.

## Histoire
Le monastère fut fondé par des moines missionnés par la ville de Sithiu (future Saint-Omer), Bertin, Mommelin et Bertrand (ou Ebertram), qui avaient pour but d'évangéliser la région. Vers 648, Adroald donne à ces trois moines son domaine de Sithiu avec toutes ses dépendances, situé dans le pagus de Térouane, sur le fleuve Agnion (Aa), pour y fonder un monastère en l'honneur de saint Pierre.
L'abbaye reçoit de nombreux dons : terres, domaines, dîmes... et le cas échéant achète des propriétés, ce qui lui donne rapidement un patrimoine conséquent, ainsi l'achat de plusieurs villages en 723 dans différentes contrées avoisinantes (dans le comté de Thérouanne, dans le Ponthieu, le Mempisque, dans la vallée de la Canche, dans celle de l'Authie).
C'est à Saint-Bertin qu'a été enfermé, en 751, Childéric III, dernier roi des Francs de la dynastie mérovingienne. Il meurt à Saint-Omer en 755.   C'est d'ailleurs à Saint-Bertin qu'il passe probablement son enfance.
L'abbaye compte rapidement de nombreux ouvrages : en 788, le roi Charles (Charlemagne) accorde à l'abbé Autland (dans la liste des abbés ci-dessous, sans doute Odland, même s'il n'apparait abbé que quelques années plus tard) et aux moines de l'abbaye de Sithiu, pour leurs hommes ou sujets, le privilège de chasser dans les forêts du monastère afin de les mettre à même de se procurer des peaux pour recouvrir les livres de leur bibliothèque et de se confectionner des gants et ceintures.
En 820, à la mort de l'abbé Nanthaire, Fridogise, archichancelier de l'empereur  Louis le Pieux est nommé abbé de Sithiu. Il scinde l'abbaye en deux monastères : celui « d'en bas » , au bord de l'Aa où repose le corps du fondateur, et le monastère « d'en haut » sur la colline que saint Omer (Audomar de Thérouanne) avait bâtie et où était son tombeau. Avec le temps, l'église d'en haut va devenir collégiale et les moines des chanoines réguliers.
En 830, l'empereur confirme les privilèges de l'abbaye : protection de l'empereur, préservation des biens, exemption complète de toute juridiction pour les biens dépendant de l'abbaye.
Les comtes de Flandre Baudouin Ier de Flandre, Baudouin III de Flandre, Arnoul III de Flandre y furent enterrés, de même que d'autres membres de la lignée, comme Guillaume, frère de Baudouin VII de Flandre.
Pendant les invasions vikings du IXe siècle furent déposées au monastère de Saint-Bertin, considéré comme plus sûr car fortifié, les reliques de plusieurs abbayes ou églises : restes de saint Winoc (Winoc de Bergues) en provenance de l'abbaye initiale à son nom à Wormhout (ville et abbaye effectivement ravagées par les Normands, d'où la nouvelle abbaye de Saint-Winoc à Bergues), restes de saint Bavon (Bavon de Gand) et sainte Pharaïlde (Pharaïlde de Gand) conservés à l'abbaye Saint-Bavon de Gand, reliques de l'église de Saint-Valery, de l'abbaye de Saint-Riquier, relique de saint Frédegaud ou Frédegand conservées à Anvers. En revanche, saint Folquin (Folquin de Thérouanne), alors évêque de Thérouanne, jugea plus prudent de cacher la relique de saint Bertin (Bertin de Sithiu), dans un lieu secret, au point que la relique y resta 206 ans et ne fut retrouvée qu'en 1050. Malgré tout, l'abbaye fut pillée et brûlée par les envahisseurs normands en 860 (en 845 suivant les Annales de Saint-Bertin).

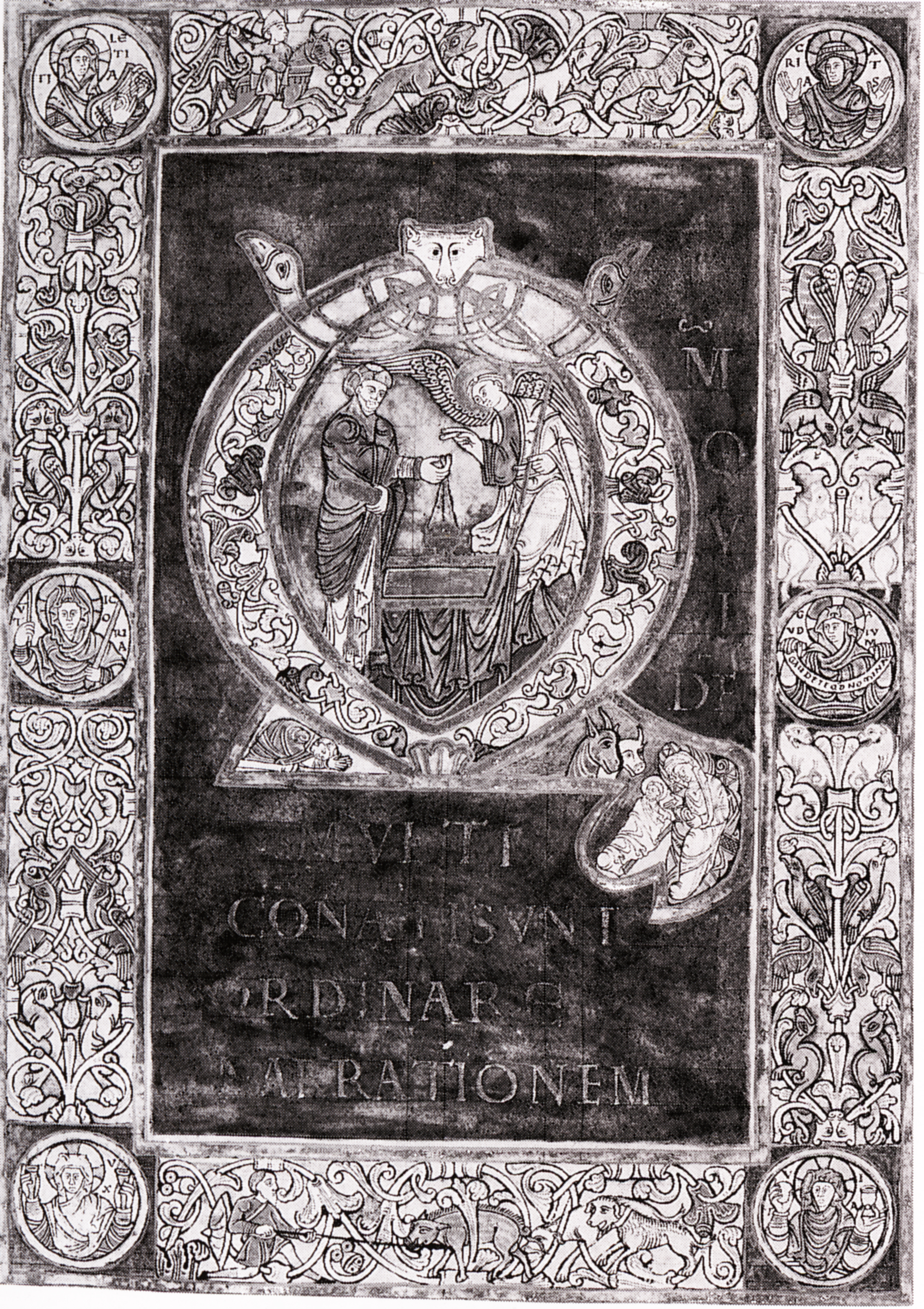
Enluminure montrant Odbert, abbé de St Bertin de 968 à 1007, adorant le Christ nouveau-né et la Vierge (cf. partie inférieure du grand "Q" au centre de la page), avec le début du texte latin de l'évangile de Luc et deux scènes de chasse, en haut et en bas de l'image.

L’abbaye devint l'une des plus influentes du Nord de l’Europe, avec celles de Saint-Amand et de Saint-Vaast. Sa bibliothèque a abrité un temps le codex des Aratea de Leyde, dont deux copies ont été produites. L'abbaye disposait d'énormément de domaines (terres, dîmes, etc.), souvent donnés par les comtes de Flandre et autres seigneurs ou par des particuliers – dons en échange de prières faites par les moines, etc. –, parfois achetés par l'abbaye. Les papes successifs confirmèrent les privilèges et possessions de l'abbaye, y compris lorsque ceux-ci pouvaient porter préjudice aux évêques de Thérouanne du fait de l'indépendance accordée à l'abbaye par rapport à ces évêques, comme en 1097, lorsque l'évêque Gérard ratifia les privilèges accordés par le pape Urbain II à l'abbé Lambert. En 1184, le pape Lucius III confirma à l'abbaye la possession de la dîme des harengs qu'elle possédait à Calais, Peternesse ou Pétresse, Saint-Folquin, à Chapelle Saint-Nicolas, à Gravelines... et dans la châtellenie de Bourbourg, autrement dit dans nombre de paroisses des environs. Les exemples de ce type pourraient être multipliés. Toutefois, la protection papale n'était pas tout à fait désintéressée : outre la volonté de défendre les intérêts de l'église en général, les papes demandaient aussi aux abbayes de leur verser une redevance – en 1184, le camérier du pape donna quittance d'une somme payée à la chambre apostolique pour quatre années de redevance de l'once d'or due au Saint-Siège par l'abbaye de Saint-Bertin.
Comme pour tous les monastères, les possessions et privilèges de l'abbaye étaient source d'innombrables procès avec les seigneurs locaux, villes, autres abbayes, évêques, etc. au sujet des droits respectifs de chacun. En 1185, le même pape Lucius III chargea les abbés d'Andres (abbaye Saint-Médard d'Andres) et de Longvilliers (abbaye de Longvillers) de contraindre les habitants des lieux cités en 1184 de payer la dîme des harengs à l'abbaye, recommandation montrant que le paiement rencontrait des difficultés. Le 6 avril 1202, Baudouin VI de Hainaut (Baudouin de Constantinople), au moment de partir pour la croisade, confirma à l'abbaye le droit exclusif de posséder des moulins (et donc de faire payer leur utilisation) entre Arques, Bourbourg et Lodic, droit confirmé par Philippe VI de Valois en 1347. Ce genre de privilège ne pouvait qu'amener des contestations du fait des revenus importants amenés par les moulins, indispensables pour transformer les céréales en farine. Le 20 novembre 1207, le pape Innocent III confirma ce privilège.
L'abbaye possédait des droits jusque dans des contrées lointaines : en 1151, Frédéric, doyen de la grande église de Cologne, en Allemagne, attesta qu'un prêtre d'une église des environs de Cologne avait renoncé aux prétentions qu'il élevait sur cette église, contrairement aux droits des églises de Saint-Omer et de Saint-Bertin. En 1153, le pape Anastase IV confirma à l'abbaye la possession des églises de Chilham et de Throwley, dans le Kent en Angleterre, possession confirmée par ailleurs par différentes instances : archevêque de Cantorbéry, Étienne de Blois roi d'Angleterre et comte de Boulogne, les papes successifs...
En 1230, le pape Grégoire IX accorda à l'abbaye le droit de présenter à l'évêque de Thérouanne deux prêtres de plus pour desservir les grandes paroisses dont l'abbaye avait le patronat (le contrôle), notamment Gravelines et Loon. Le pape interdit également aux religieux de l'abbaye de recevoir des religieuses, ce qu'ils faisaient jusque là.
En 1234 a eu lieu la translation des restes de saint Bertin, à la demande de Jacques Ier de Furnes, abbé de Saint-Bertin, en présence de l'évêque d'Arras, de plusieurs abbés, du comte de Guînes, etc..
Furent également retrouvées dans la bibliothèque les très célèbres Annales de Saint Bertin.
Plusieurs manuscrits enluminés ont été produits dans son scriptorium à l'époque carolingienne dans le style franco-saxon comme le psautier de Louis le Germanique (Bibliothèque de Berlin).
Une partie de la bibliothèque de Saint Bertin se trouve actuellement dans la bibliothèque de Saint-Omer, dont le premier conservateur fut Jean-Charles Joseph Aubin, ancien membre de la congrégation de Saint-Maur.
Parmi les moines chargés de la bibliothèque est resté le souvenir d'Allard-Tassar, né à Saint-Omer dans le courant du XVe siècle. Il étudia et recopia entre 1495 et 1532 les Annales de Saint Bertin et autres textes. De ses travaux ont été conservés deux manuscrits conservés à Saint-Omer, l'un sur les anciennes coutumes de Saint Bertin, l'autre plus général sur les évêques et abbés du royaume de France, en particulier sur les évêques de Thérouanne, l'abbaye de Saint-Winoc et sur l'abbaye de Clairmarais. Dans cet ouvrage et dans celui de Malbrancq, De Morinis et Morinorum rebus (1639), se trouvent les débris de l'ancien "Chronicon Morinense".
Une église romane a été édifiée vers le milieu du XIe siècle. Il en subsiste quelques chapiteaux et les fragments d’une mosaïque conservés au musée de l’hôtel Sandelin.
L'église s'élève d'une hauteur de 25 mètres, avec une tour de 48 mètres, et comprend un grand sanctuaire en hémicycle desservant cinq chapelles. Ce dernier a été construit au XIVe siècle et a servi de modèle à l’église, dont la construction ne s’est achevée qu’au début du XVIe siècle. La reconstruction de l'église a eu lieu en avril 1345. En cette occasion, le pape Clément VI accorde des indulgences à ceux qui visiteront l'église certains jours de fête.

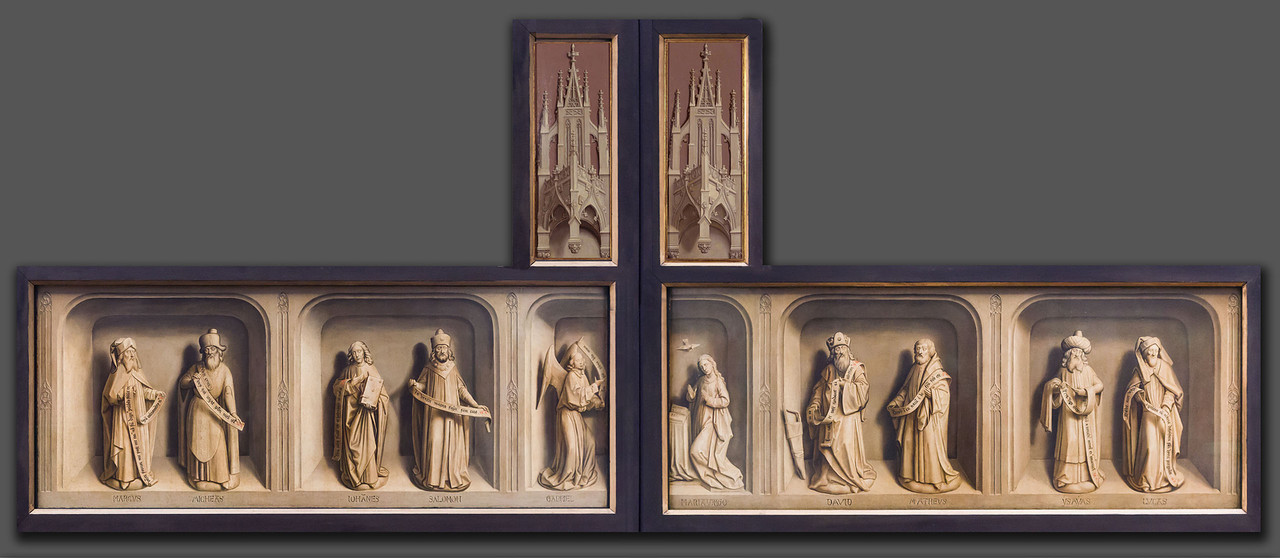
Reconstitution de l'extérieur du retable de Saint-Bertin.

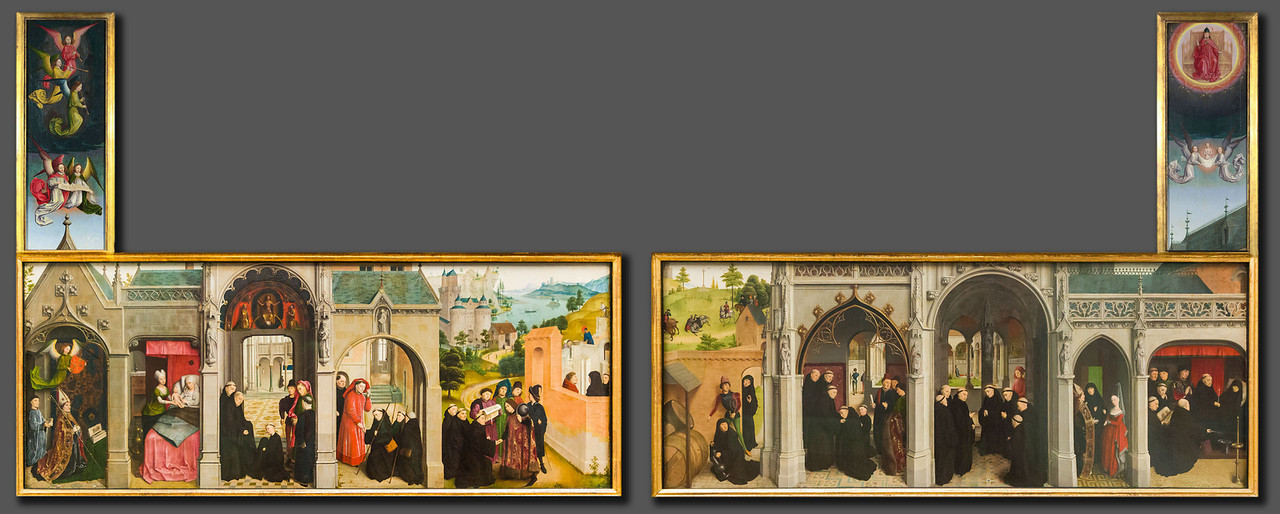
Reconstitution de l'intérieur du retable de Saint-Bertin.

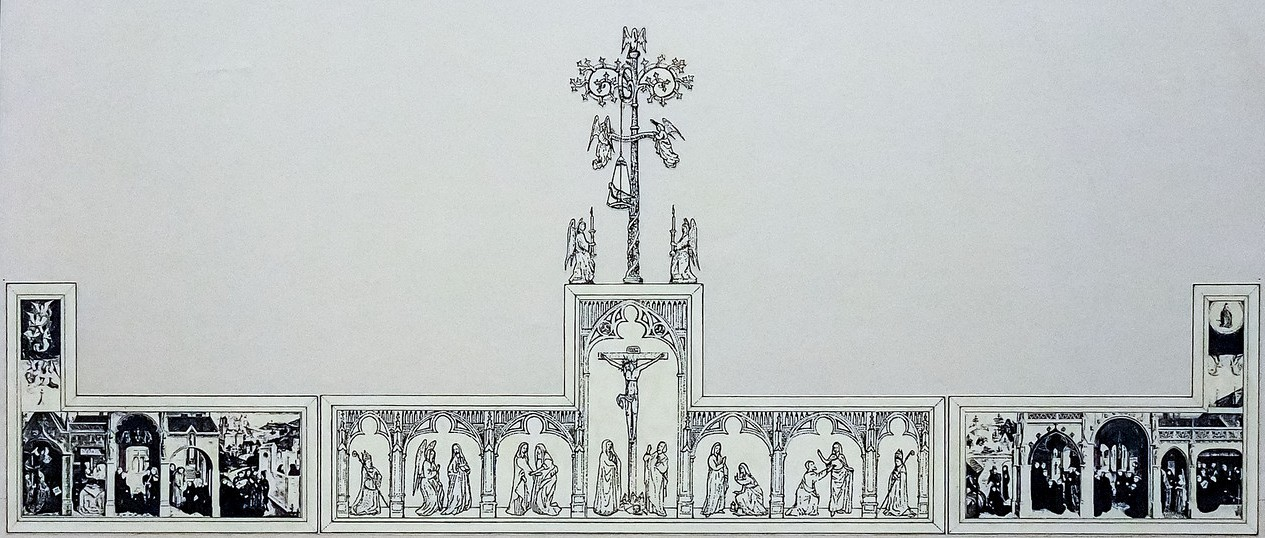
Reconstitution de Retable de Saint-Bertin

En 1789, l’abbaye devient bien national à la suite du décret du 2 novembre 1789 de l'Assemblée constituante qui met les biens de l’Église à la disposition de la Nation.
L’œuvre peinte la plus importante attribuée à Simon Marmion est le retable commandé en 1455-1459, pour le maître-autel de l’abbaye de saint Bertin à Saint-Omer, par son abbé Guillaume Fillâtre, évêque de Toul puis de Tournai, conseiller de Philippe le Bon. Seuls les deux volets du retable subsistent aujourd'hui ; ils sont dispersés entre la Gemäldegalerie de Berlin (deux panneaux en longueur illustrant des scènes de la vie de saint Bertin) et la National Gallery de Londres (deux panneaux représentant des Anges). La partie centrale, en orfèvrerie, a disparu.
Le décret du 13 février 1790 interdit les vœux monastiques et supprime les ordres religieux réguliers, hors ceux chargés de l’éducation publique et les maisons de charité. 
Le 15 août 1791, les moines sont expulsés de l'abbaye. Ils se réfugient d'abord à l'abbaye Saint-Nicolas d'Arrouaise, puis à Bapaume avant d'être contraints de se disperser. En 1792, les bâtiments conventuels sont vendus. Le 3 octobre 1792, les cloches de l’abbatiale sont brisées. Le 18 mars 1799,  l'église abbatiale est vendue 120 000 francs à un certain L.-J. Carette, avec condition de laisser debout la tour et les trois contreforts . La démolition dure jusqu'en 1830, la tour y échappe, elle est ultérieurement classée monument historique. 
De 648 à 1792, l'abbaye aurait compté 1298 religieux.
En 1811, la ville de Saint-Omer devient propriétaire des ruines de l'abbaye.
En 1830, la commune demande la destruction de l'édifice ; ce qui reste de la nef de l'église servira à construire le nouvel hôtel de ville. Seul le clocher subsiste. Il est même consolidé par un contrefort construit dans la nef (toujours visible). Il s'effondre après la Seconde Guerre mondiale en 1947 à cause des bombardements au centre-ville et de l'abandon du site.
En 1844, des fouilles ont été réalisées dans la nef de l'abbaye permettant de découvrir de nombreuses sépultures des abbés.
Parmi ces tombes a été découverte celle d'une « comtesse de Flandre », qui a excité la curiosité des érudits, notamment les membres de la Société des Antiquaires de la Morinie : le tombeau est celui d'Athala (ou Adèle, ou Ida ou Adélaïde), veuve et fille d'un comte de Flandre dénommé Baudouin, sans autre précision ni indication de date. La tombe parait antérieure au XIIIe siècle. Athala, enterrée a priori fort âgée, n'est pas connue des généalogistes des comtes de Flandre. Les chercheurs en sont réduits aux hypothèses : il peut s'agir d'Ide, fille de Baudouin V de Flandre dit le Pieux ou Baudouin de Lille, comte de 1035 à 1067, et d'Adèle de France, ou il peut s'agir d'Adélaïde, fille de Baudouin II de Flandre dit le Chauve, comte de 879 à 918, et d'Ælfthryth, mariée à un germain ou saxon, et mère d'Hildebrand, futur abbé de l'abbaye. En tout état de cause, sa présence a intrigué car il n'était pas d'usage d'enterrer dans l'abbaye soit une fille soit une mère soit une sœur d'un abbé, alors que cette Athala semble avoir eu une ou plusieurs de ces qualités,.

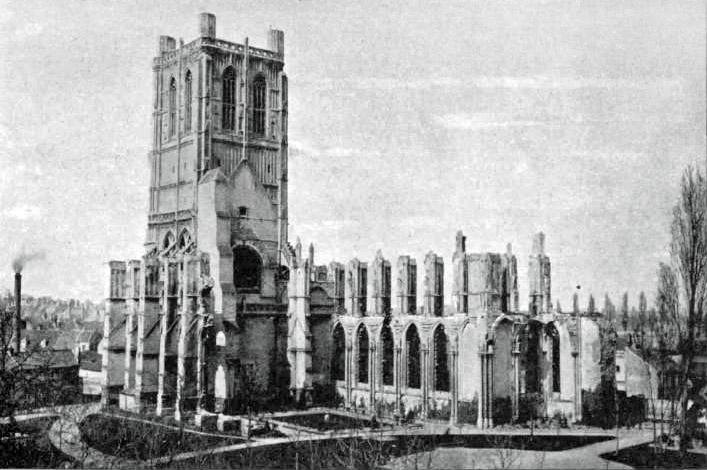
Ruines, peu avant 1899[29], à peu près dans le même état qu'en 1850 (gravure présentée en haut à droite de cet article).
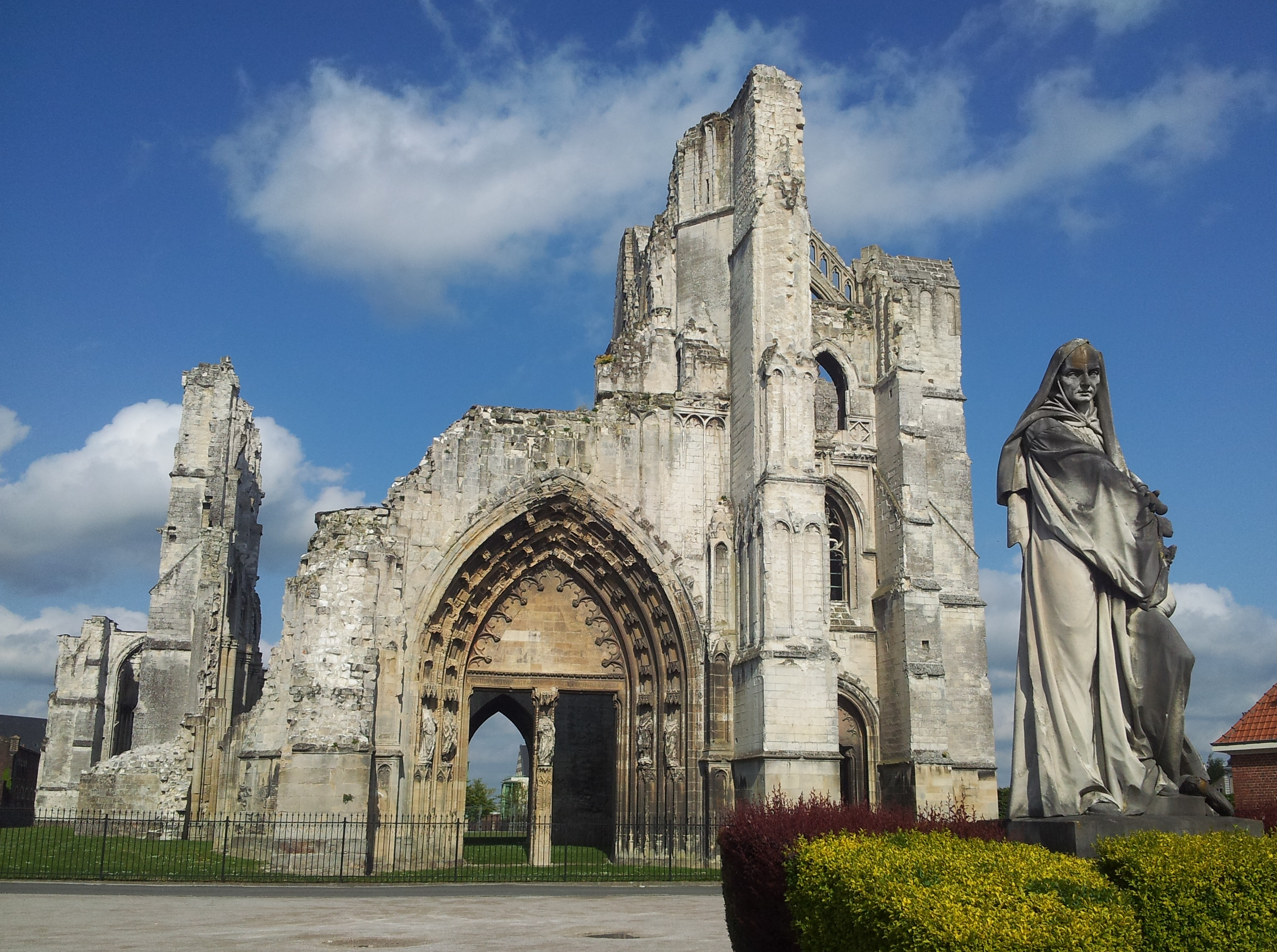
Vue de la façade d'entrée principale.
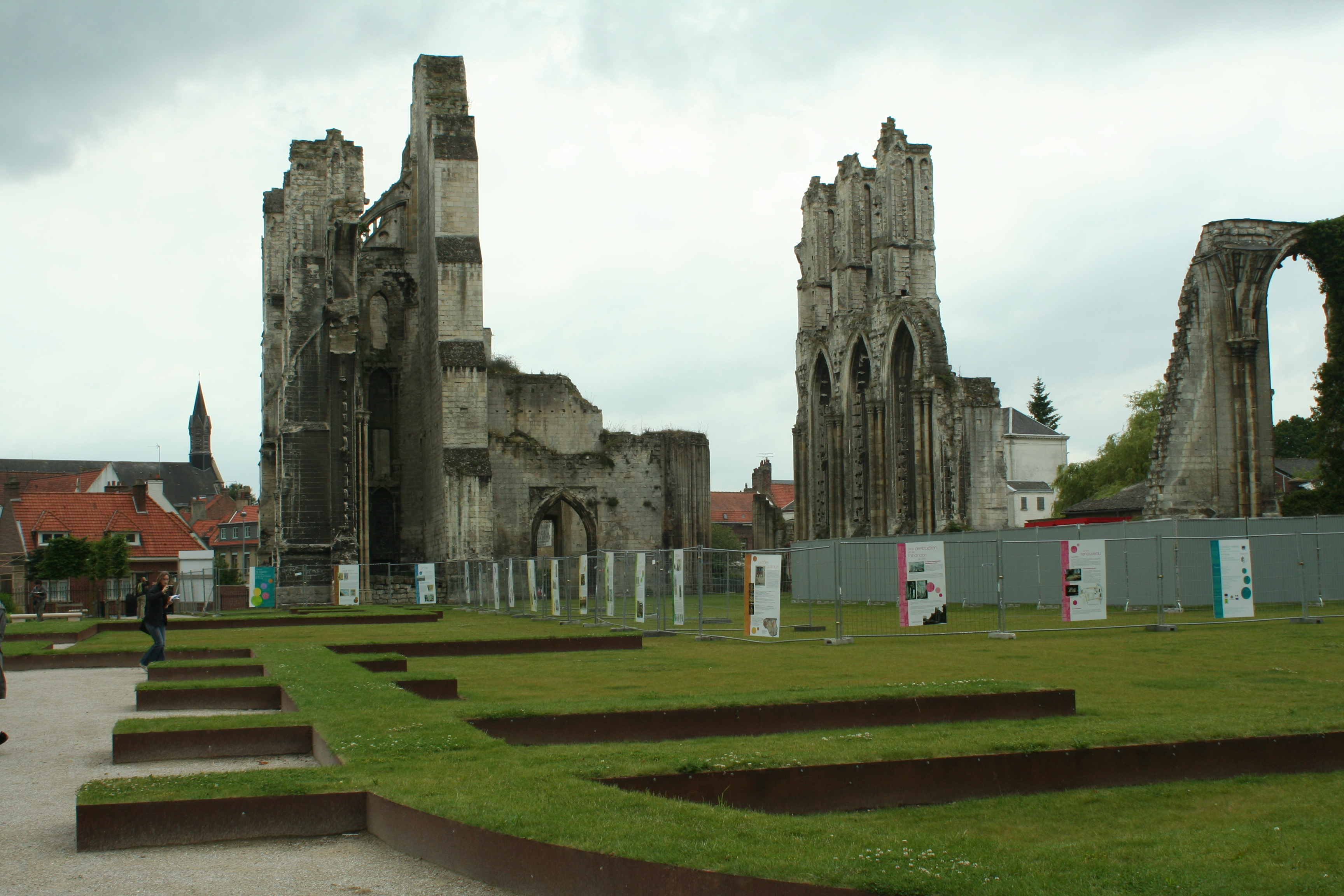
Vestiges, en 2009, vus du chevet.